# Chris Cooley
Pour les articles homonymes, voir Cooley.
(en) Statistiques sur pro-football-reference
Chris Cooley, né le 11 juillet 1982 à Powell dans le Wyoming, est un joueur professionnel américain de football américain évoluant au poste de tight end et parfois au poste de fullback.

## Biographie

### Carrière universitaire
Étudiant à l'Université d'État de l'Utah, il joue pour les Aggies d'Utah State.

### Carrière professionnelle
Il est sélectionné lors du troisième tour de la draft 2004 de la NFL en 81e choix global par les Redskins de Washington.
Lors de sa première saison (en 2004), il est peu utilisé mais parvient à montrer ses capacités lors des derniers matchs. Lors de la saison 2005 de la NFL, il réussit de nombreuses réceptions et devient une véritable arme offensive. Contre les Cowboys de Dallas, il marque quatre touchdowns à la réception.
La saison 2006 de la NFL est difficile et il semble montrer des difficultés à s'adapter aux nouveaux schémas offensifs du nouveau coordinateur offensif des Redskins, Al Saunders. Néanmoins, il s'affirme de plus en plus comme l'un des tight end les plus redoutés. Lors de la saison 2007 de la NFL, il marque quasiment à chaque match et est logiquement élu pour le Pro Bowl annuel.
La saison 2008 de la NFL est compliquée, Cooley n'inscrivant qu'un seul touchdown sur toute la saison. La saison 2009 de la NFL est marquée par une blessure à la cheville.

### Autres
Cooley réside à Leesburg en Virginie et est marié à une ancienne pom-pom girl des Redskins. Il est surnommé « Captain Chaos ». Il maintient un blog, « The Cooley Zone », et est propriétaire d'une galerie d'art à Leesburg.